# Lilies Handayani
Lilies Handayani (Surabaya, 15 de abril de 1965) es una deportista indonesia que compitió en tiro con arco, en la modalidad de arco recurvo. Participó en los Juegos Olímpicos de Seúl 1988, obteniendo una medalla de plata en la prueba por equipo.

## Palmarés internacional
| Juegos Olímpicos | Juegos Olímpicos     | Juegos Olímpicos | Juegos Olímpicos |
| Año              | Lugar                | Medalla          | Prueba           |
| ---------------- | -------------------- | ---------------- | ---------------- |
| 1988             | Seúl (Corea del Sur) | Medalla de plata | Equipo           |